# Costituzione cilena del 1925

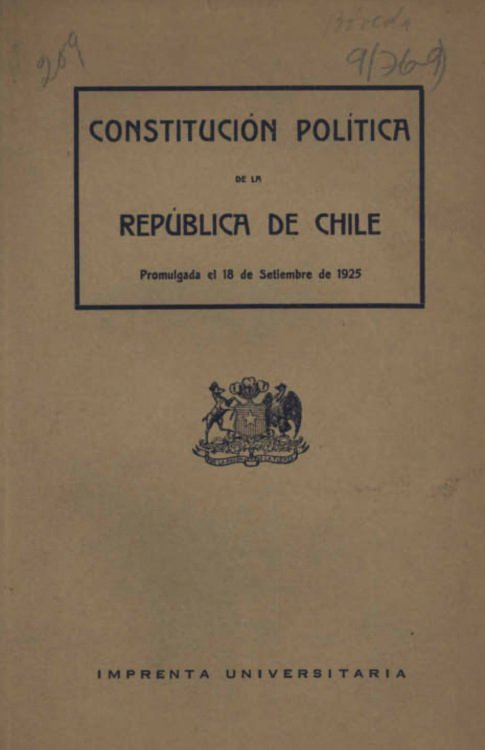
La Costituzione cilena del 1925

La Costituzione politica della Repubblica del Cile del 1925 fu il testo costituzionale cileno in vigore dal 18 ottobre 1925 all'11 marzo 1981. Sostituì quella del 1833.

## Storia
La nuova carta fu decisa a seguito di un intervento delle forze armate cilene, ma tendenzialmente attenta alle esigenze di partecipazione popolare, rispetto dei diritti umani e separazione dei poteri che distinguevano le forme di stato liberali. 
Si caratterizzava per il sistema presidenziale che introdusse, dopo oltre tre decenni di regime pseudo-parlamentare. 
Nella sua stesura è intervenuta una commissione designata e diretta dal Presidente della Repubblica, Arturo Alessandri Palma. 
Fu approvata mediante un plebiscito tenutosi il 30 agosto 1925 e promulgata il 18 settembre del lo stesso anno.
Entrata in vigore il 18 ottobre 1925, fu riformata più volte: nel 1943,  1957, 1959, 1963, 1967, 1970, e 1971. Il suo testo originale conteneva 110 articoli, distribuiti in dieci capitoli, e 10 disposizioni transitorie.
La sua applicazione fu parzialmente sospesa dal colpo di stato militare del settembre 1973, modificata, e in alcune parti abrogata, dai decreti legge della  Giunta Militare.
All'11 settembre 1973 aveva 113 articoli e 18 disposizioni transitorie. Fu definitivamente sostituita dalla Costituzione cilena del 1980, in vigore dal marzo 1981.